# Satco Air
Satco Air was een Nederlandse vliegtuigbouwer uit Rotterdam.
In 1984 bouwde en vloog men een ultralight vliegtuig, SA-1. Maar deze bleek niet te voldoen aan de eisen die gesteld worden aan een ultralight toestel, en registratie bleef uit. Men heeft toen het vliegtuig omgebouwd en hernoemd tot SA-2. Bij zijn eerste vlucht, in 1985, als SA-2 crashte het toestel echter op Lelystad Airport.

## Vliegtuigtypen
- SA-1 / SA-2

Ultralight sportvliegtuig, laagdekker, eenpersoons, eenmotorig propeller